# إلكة
الإلكة (بالإنجليزية: Elk)‏ أو الأيل الأمريكي أو الوَبِيتي هي واحدة من أكبر فصائل الأيائل في العالم، ومن أكبر الثدييات البرية في أمريكا الشمالية وشرق آسيا، تعيش الإلكة في الغابات وهي تتغذى على الأعشاب والنباتات وأوراق الأشجار واللحاء، تختلف ذكور الإلكة عن الإناث حيث أنها تمتلك قرون كبيرة، وتقوم الذكور بإصدار أصوات عالية والمشاجرة فيما بينها وذلك لجذب الإناث ولتأكيد هيمنة الذكور على الإناث، على الرغم من أن موطنها أمريكا الشمالية وشرق آسيا، لكنها تكيفت وبشكل جيد للعيش في بلدان أخرى بما في ذلك الأرجنتين وأستراليا ونيوزيلندا وروسيا، الإلكة حالها حال بقية الحيوانات حيث أنه يتعرض لعدد من الأمراض المعدية حيث بعضها يمكن أن ينتقل للماشية، وهنالك جهود حثيثة للقضاء على هذه الأمراض من خلال التطعيم والتي تكون نسب نجاحها متفاوتة. في أجزاء من آسيا تستخدم قرون الإلكة في الطب التقليدي، لحم الإلكة فيه نسبة بروتين أعلى من لحم بقر ودجاجة،، وكان يعتقد ولفترة طويلة إلى أنها نويعة من أنواع الأيائل الحمراء الأوروبي، ولكن الأدلة وعدد من الدراسات الجينية DNA الميتوكوندريا وحمض نووي للمتقدرات في بداية عام 1998 أشارت إلى أنهما نوعين متميزين.

## التسمية
جاءت تسمية الإلكة في زمن المستكشفين الأوروبيين لأمريكا الشمالية حيث لاحظوا أنه يختلف عن الأيائل الحمراء والتي عادة ما تكون أصغر من الموجودة في أوروبا وأنها تشبه كثيرا حيوان الموظ الموجود في أمريكا الشمالية، وبالتالي سُميت بهذا الاسم،

## التصنيف
حتى وقت قريب، كانت تعتبر الأيائل الحمراء والأيائل من نفس الصنف، ولكن بعد دراسة الحمض النووي في عام 2004 والتي اجريت على مئات العينات من الأيائل الحمراء والأيائل تبين أن الإلكة من صنف مستقل. حيث بينت أدلة الحمض النووي أن الأيائل أكثر ارتباطا بأيائل ثورولد وأيائل سيكا مما هي عليه إلى الأيائل الحمراء.